# 국제주의
국제주의 (國際主義, 영어: Internationalism 인터내셔널리즘[*])는 이론적으로 모두의 이익을 위한, 국가들 사이의 더 거대한 경제적 정치적 협업을 지향하는 정치 운동이다. 세계 연방주의 운동(World Federalist Movement)의 지지자들처럼 이 운동의 신봉자들은 국가들은 장기적인 상호 이익이 단기적인 개별 이익의 필요보다 더 큰 가치를 가지기 때문에 협업해야 한다고 주장한다. 국제주의는 똑같은 상황에 대한 다른 반응이다. '국민주의'와 같이 이는 살고 있는 자아상보다 훨씬 더 모호하고 복잡하다. 자본주의의 국제성은 국민주의(nationalism)와 국제주의(internationalism) 둘 다 생산해냈고, 나폴레옹의 프랑스 혁명 제국 흥망성쇠 때부터 이러한 정치적 세계관은 영구적이고 쉽지 않은 긴장감에서 서로 존재해왔다.
국제주의는 본질적으로 국수주의(ultranationalism), 징고이즘(jingoism) 및 국가적인 쇼비니즘(chauvinism)과 반대된다. 국제주의는 모든 국가의 사람들은 차이점보다 공통점이 더 많으므로 국가들은 서로 동등하게 대우해야 한다고 가르친다. 국제주의라는 용어는 종종 세계시민주의(cosmopolitanism)의 동의어로 잘못 쓰인다. 세계시민주의자도 국제주의자의 오용으로 때때로 쓰인다.

## 같이 보기
- 프롤레타리아 국제주의
- 세계주의
- 민족주의